# 國家環境局 (新加坡)
国家环境局（英語：National Environment Agency，缩写：NEA）是新加坡永续发展与环境部辖下的法定机构，专责维持及改善环境卫生。该机构对抗污染，维护公众健康，提供气象信息。
从2019年4月1日起，国家环境局的食品检测工作由新成立的新加坡食品局负责。 

## 组织
国家环境局管理的部门包括公共卫生部、环境保护部以及、新加坡气象局。